# Tania Di Mario
Tania Di Mario (née le 4 mai 1979 à Rome) est une joueuse de water-polo italienne, attaquante de l'Orizzonte Catane.
Elle est championne olympique à Athènes en 2004, après avoir été championne du monde en 2001 et médaille d'argent en 2003. Elle est capitaine de l'équipe italienne, médaillée de bronze lors des Championnats du monde de 2015 à Kazan.